# スマートレイアー
スマートレイアーは、日本の競走馬である。馬名の意味は「冠名+層」。主な勝ち鞍は2014年・2016年阪神牝馬ステークス、2016年東京新聞杯、2017年京都大賞典。

## 経歴

### 3歳
2013年4月7日、桜花賞が行われた同日の3歳未勝利戦でデビューし、勝利を果たす。次走の条件戦にも勝利したが、休養を挟んで出走した三面川特別で4着に敗れ初黒星を喫した。
夕月特別に勝利し3勝目をあげ、秋華賞に出走した。後方からの競馬になり最後の直線で追い上げたが2着に敗れた。なお、優勝したメイショウマンボの鞍上は武幸四郎であり、スマートレイアーには武豊が騎乗していたことから、兄弟でのGIワンツーフィニッシュとなった。
暮れの愛知杯にも出走したが、6着に敗れた。

### 4歳
大阪城ステークスで勝利した後、阪神牝馬ステークスに出走した。スタートで大きく出遅れ最後方からの競馬になったが、直線で一気の追い込みが決まり12頭ごぼう抜き勝利し、重賞初勝利を果たした。
阪神牝馬ステークスを勝利したことにより、ヴィクトリアマイルへの優先出走権も獲得し出走したが伸びを欠き8着に敗れた。
クイーンステークスは池添謙一に乗り替わるも3着。府中牝馬ステークスは横山典弘が騎乗し2着。なお、愛知杯から6戦連続1番人気だった。
エリザベス女王杯では鞍上が武豊に戻るも10着と初めての二桁着順。チャレンジカップは6着。

### 5歳
前年制覇した阪神牝馬ステークスから始動し、4着。ヴィクトリアマイルは最後方からレースを進めるも6着。
大阪城ステークス以来の混合戦となった米子ステークスはミルコ・デムーロが手綱を取り勝利。府中牝馬ステークスは2着と惜敗。エリザベス女王杯はミルコ・デムーロが騎乗停止中により、浜中俊とコンビを組み上がり最速で追い込むも5着となる。

### 6歳
年が明け東京新聞杯から始動。吉田隼人が騎乗する。レースは今までの後方からの競馬から一転、逃げることになり、2着のエキストラエンドに2馬身差をつけ勝利。
阪神牝馬ステークスでも逃げる形となり、ミッキークイーン以下を振り切り1着。重賞3勝目を飾る。
ヴィクトリアマイルは好位から進めるも4着。休養明けの府中牝馬ステークスは3着に敗れる。次走は香港ヴァーズを選択、初の海外かつ2400m戦となるが5着と好走する。

### 7歳
京都記念は岩田康誠と初コンビ、2着となる。4年連続出走となったヴィクトリアマイルは4着。次走は鳴尾記念を選択し、1番人気に推されるも2着。
京都大賞典は後方からレースを進め、上がり最速の末脚を決め勝利。7歳にして重賞4勝目をあげる。
前年に続く香港遠征では、前年と異なり香港カップに出走し5着だった。

### 8歳
8歳となった2018年も現役を続行するが、勝ちきれないレースが続き、有馬記念13着を最後に現役を引退した。引退後はノーザンファームで繁殖牝馬となる。

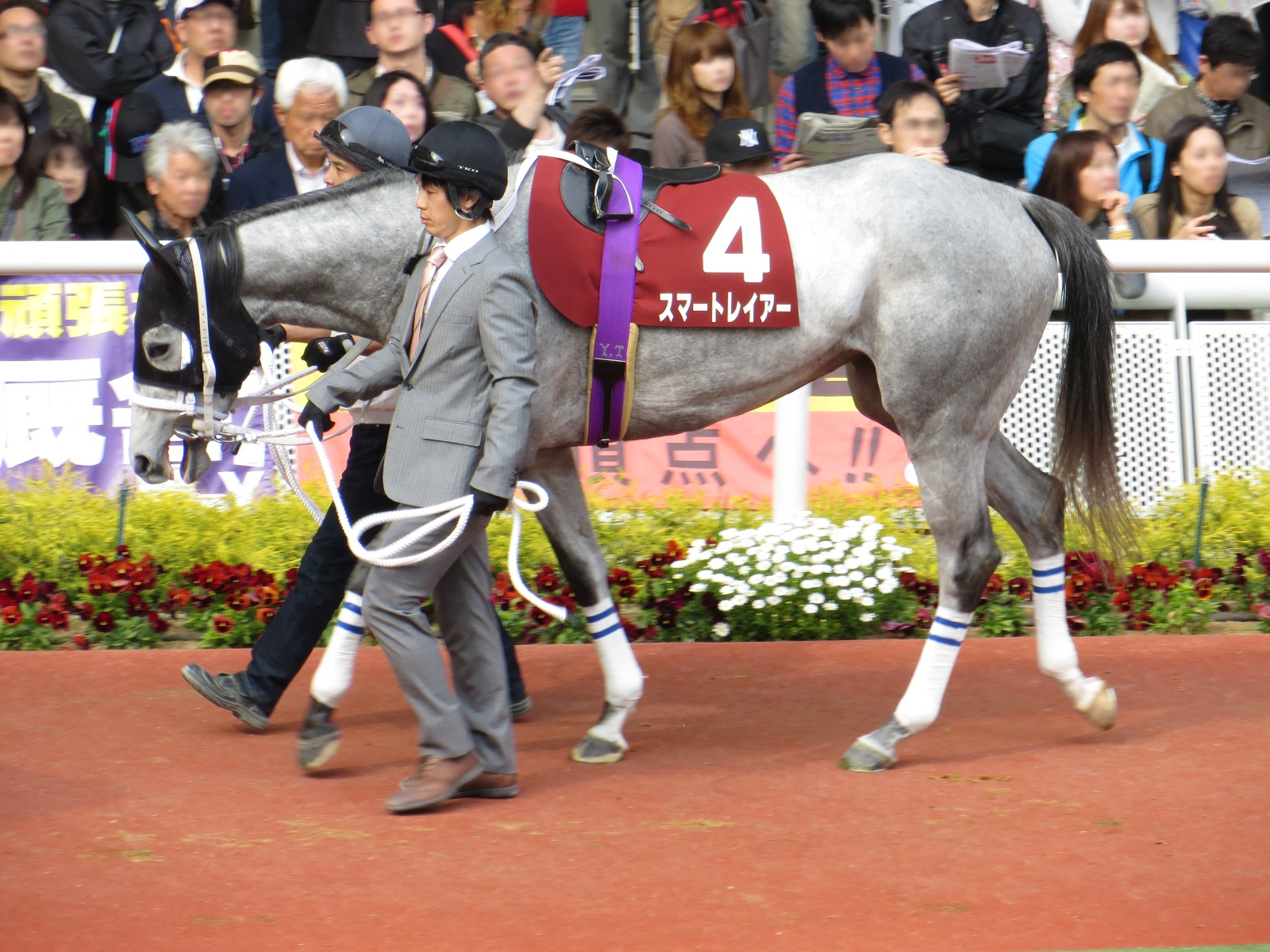
2014年阪神牝馬ステークス
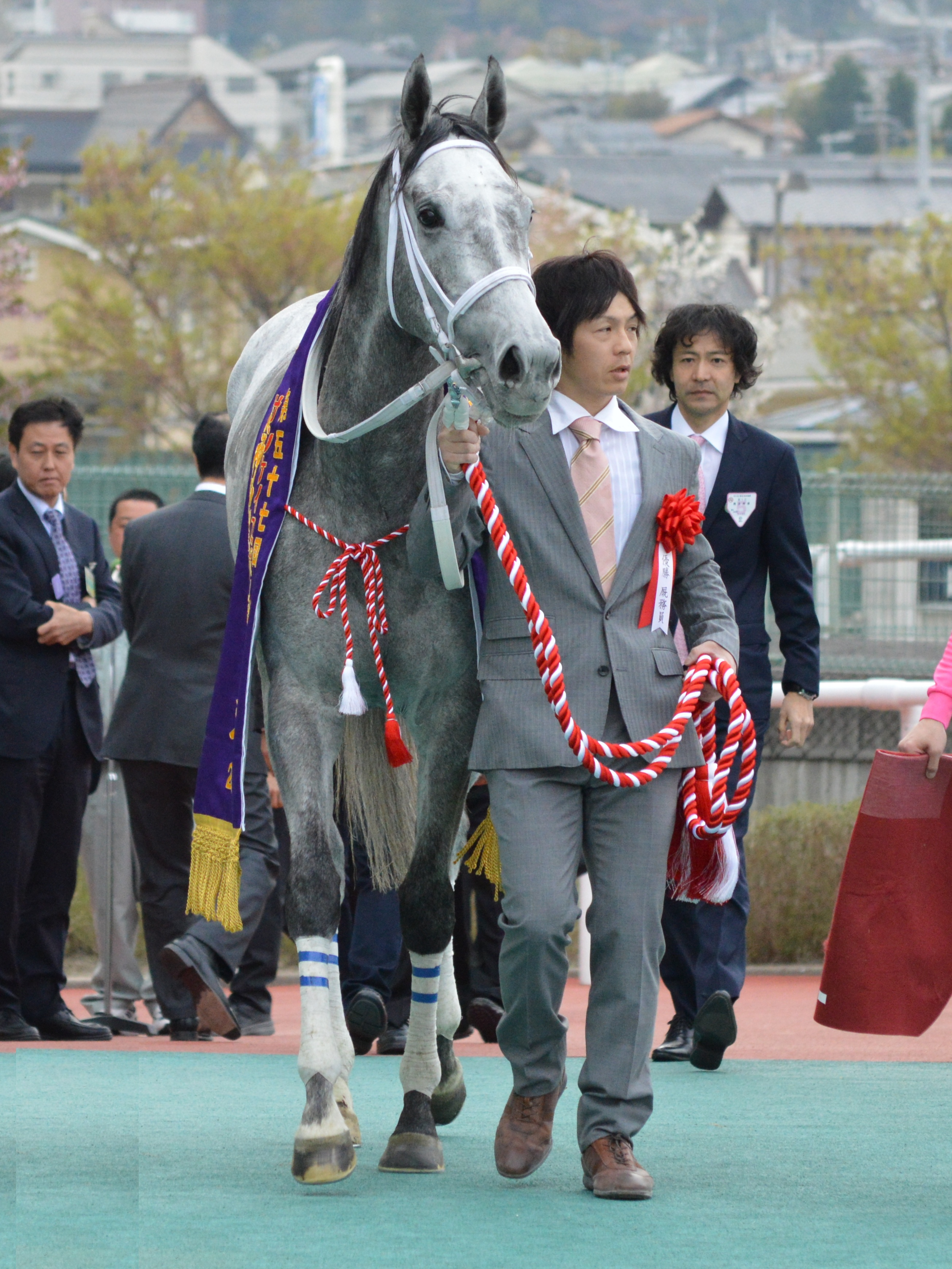
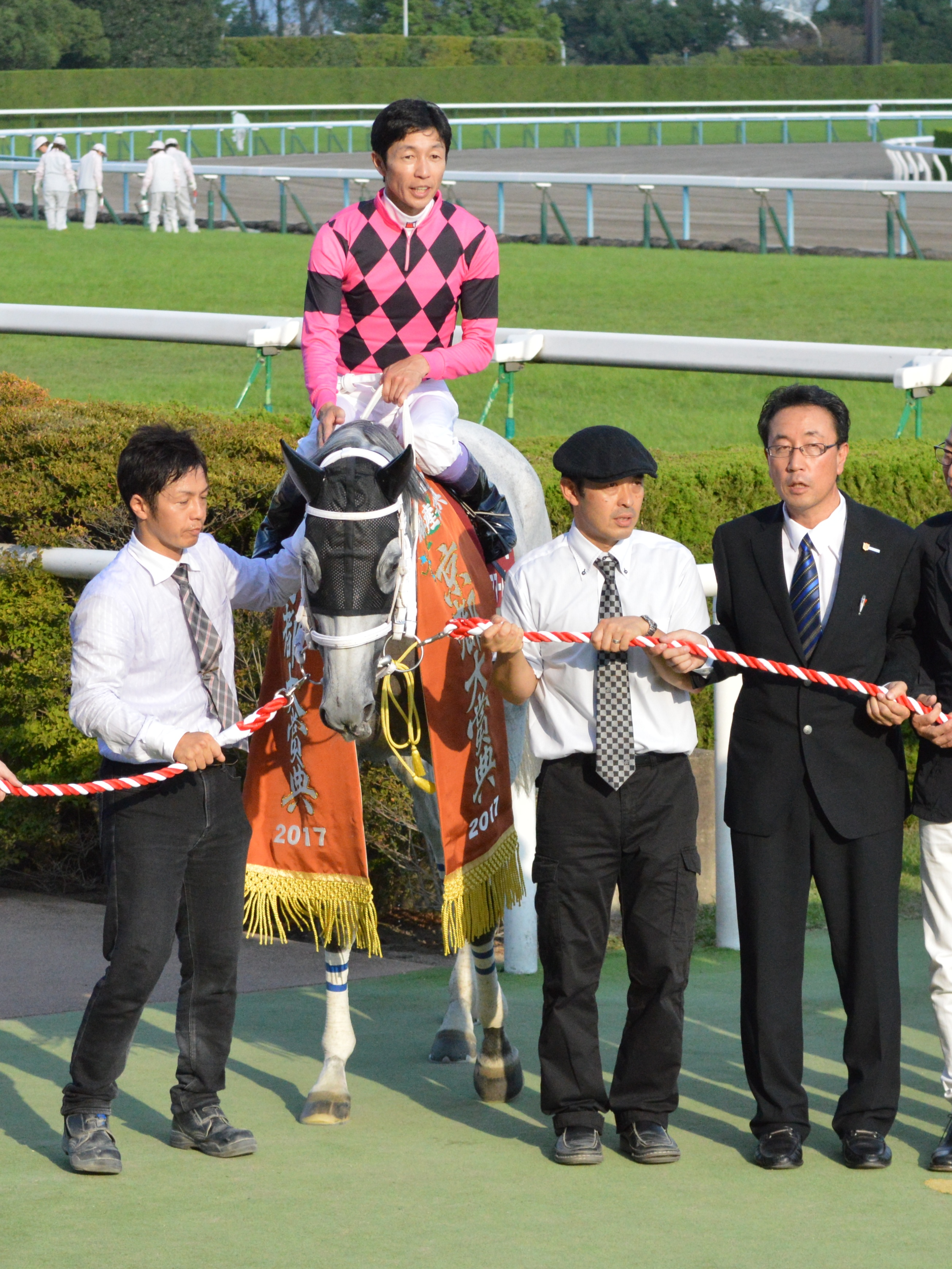

## 繁殖成績
|       | 馬名                   | 生年   | 性 | 毛色   | 父             | 馬主   | 厩舎             | 戦績            |
| ----- | ---------------------- | ------ | -- | ------ | -------------- | ------ | ---------------- | --------------- |
| 初仔  | スマートジェイナ       | 2020年 | 牝 | 芦毛   | ロードカナロア | 大川徹 | 栗東・大久保龍志 | 9戦2勝（現役）  |
| 2番仔 | スマートワイス         | 2021年 | 牡 | 芦毛   | ロードカナロア | 大川徹 | 栗東・大久保龍志 | 6戦3勝（現役）  |
| 3番仔 | スマートミストラル     | 2022年 | 牝 | 鹿毛   | エピファネイア | 大川徹 | 栗東・大久保龍志 | 3戦0勝(（現役） |
| 4番仔 | スマートプリエール     | 2023年 | 牝 | 黒鹿毛 | エピファネイア | 大川徹 | 栗東・大久保龍志 | （デビュー前）  |
| 5番仔 | スマートレイアーの2024 | 2024年 | 牡 | 鹿毛   | モーリス       |        |                  |                 |

- 2025年4月13日現在

## 競走成績
| 競走日     | 競馬場 | 競走名             | 格       | 距離（馬場）  | 頭 数 | 枠 番 | 馬 番 | オッズ （人気） | 着順 | タイム （上り3F） | 着差  | 騎手       | 斤量   | 1着馬（2着馬）       |
| ---------- | ------ | ------------------ | -------- | ------------- | ----- | ----- | ----- | --------------- | ---- | ----------------- | ----- | ---------- | ------ | -------------------- |
| 2013.04.07 | 阪神   | 3歳未勝利          |          | 芝1600m（稍） | 18    | 6     | 11    | 005.10（2人）   | 01着 | R1:35.3（34.5）   | -0.2  | 武豊       | 54kg   | （トウカイバイタル） |
| 0000.05.05 | 東京   | 3歳500万下         |          | 芝1800m（良） | 09    | 8     | 9     | 001.60（1人）   | 01着 | R1:49.5（32.8）   | -0.1  | 武豊       | 54kg   | （ピクシーホロウ）   |
| 0000.08.10 | 新潟   | 三面川特別         | 1000万下 | 芝1800m（良） | 18    | 7     | 15    | 002.10（1人）   | 04着 | R1:45.5（34.4）   | -0.6  | 武豊       | 52kg   | ブリッジクライム     |
| 0000.09.21 | 阪神   | 夕月特別           | 1000万下 | 芝1800m（良） | 14    | 5     | 7     | 001.80（1人）   | 01着 | R1:44.8（34.1）   | -0.2  | 武豊       | 52kg   | （エアジェルブロワ） |
| 0000.10.13 | 京都   | 秋華賞             | GI       | 芝2000m（良） | 18    | 1     | 1     | 003.50（2人）   | 02着 | R1:58.8（34.0）   | -0.2  | 武豊       | 55kg   | メイショウマンボ     |
| 0000.12.14 | 中京   | 愛知杯             | GIII     | 芝2000m（良） | 18    | 7     | 13    | 002.50（1人）   | 06着 | R2:02.5（34.6）   | -0.4  | 武豊       | 55kg   | フーラブライド       |
| 2014.03.09 | 阪神   | 大阪城S            | OP       | 芝1800m（良） | 12    | 5     | 6     | 002.60（1人）   | 01着 | R1:45.7（34.6）   | -0.2  | 武豊       | 54kg   | （ディサイファ）     |
| 0000.04.12 | 阪神   | 阪神牝馬S          | GII      | 芝1400m（良） | 13    | 4     | 4     | 002.20（1人）   | 01着 | R1:20.3（33.3）   | -0.0  | 武豊       | 54kg   | （ウリウリ）         |
| 0000.05.18 | 東京   | ヴィクトリアマイル | GI       | 芝1600m（良） | 18    | 4     | 8     | 003.50（1人）   | 08着 | R1:32.7（33.7）   | -0.4  | 武豊       | 55kg   | ヴィルシーナ         |
| 0000.08.03 | 札幌   | クイーンS          | GIII     | 芝1800m（良） | 14    | 4     | 6     | 004.00（1人）   | 03着 | 01:45.7（34.5）   | -0.0  | 池添謙一   | 55kg   | キャトルフィーユ     |
| 0000.10.18 | 東京   | 府中牝馬S          | GII      | 芝1800m（良） | 13    | 3     | 3     | 003.40（1人）   | 02着 | 01:45.8（33.2）   | -0.1  | 横山典弘   | 55kg   | ディアデラマドレ     |
| 0000.11.16 | 京都   | エリザベス女王杯   | GI       | 芝2200m（良） | 18    | 8     | 16    | 009.30（5人）   | 10着 | 02:13.1（33.6）   | -0.8  | 武豊       | 56kg   | ラキシス             |
| 0000.12.13 | 阪神   | チャレンジカップ   | GIII     | 芝1800m（良） | 12    | 3     | 3     | 004.50（3人）   | 06着 | 01:46.2（34.7）   | -0.3  | 池添謙一   | 55kg   | トーセンスターダム   |
| 2015.04.11 | 阪神   | 阪神牝馬S          | GII      | 芝1400m（稍） | 17    | 7     | 14    | 004.00（1人）   | 04着 | 01:21.5（34.5）   | -0.4  | 武豊       | 55kg   | カフェブリリアント   |
| 0000.05.17 | 東京   | ヴィクトリアマイル | GI       | 芝1600m（良） | 18    | 6     | 11    | 015.90（6人）   | 10着 | 01:33.0（32.9）   | -1.1  | 武豊       | 55kg   | ストレイトガール     |
| 0000.06.21 | 阪神   | 米子S              | OP       | 芝1600m（良） | 10    | 1     | 1     | 003.50（1人）   | 01着 | 01:34.0（34.4）   | -0.2  | M.デムーロ | 56kg   | （オリービン）       |
| 0000.10.17 | 東京   | 府中牝馬S          | GII      | 芝1800m（稍） | 17    | 2     | 4     | 004.20（1人）   | 02着 | 01:46.5（34.1）   | -0.2  | M.デムーロ | 54kg   | ノボリディアーナ     |
| 0000.11.15 | 京都   | エリザベス女王杯   | GI       | 芝2200m（稍） | 18    | 8     | 16    | 033.20（8人）   | 05着 | 02:15.0（34.0）   | -0.1  | 浜中俊     | 56kg   | マリアライト         |
| 2016.02.07 | 東京   | 東京新聞杯         | GIII     | 芝1600m（良） | 14    | 4     | 6     | 009.60（5人）   | 01着 | 01:34.1（33.5）   | -0.3  | 吉田隼人   | 55kg   | （エキストラエンド） |
| 0000.04.09 | 阪神   | 阪神牝馬S          | GII      | 芝1600m（良） | 13    | 5     | 7     | 002.80（2人）   | 01着 | 01:33.1（34.2）   | -0.0  | M.デムーロ | 54kg   | （ミッキークイーン） |
| 0000.05.15 | 東京   | ヴィクトリアマイル | GI       | 芝1600m（良） | 18    | 1     | 2     | 007.00（3人）   | 04着 | 01:32.1（34.5）   | -0.6  | 武豊       | 55kg   | ストレイトガール     |
| 0000.10.15 | 東京   | 府中牝馬S          | GII      | 芝1800m（良） | 13    | 5     | 6     | 003.30（1人）   | 03着 | 01:46.9（33.6）   | -0.3  | 武豊       | 55kg   | クイーンズリング     |
| 0000.12.11 | 沙田   | 香港ヴァーズ       | G1       | 芝2400m（G）  | 14    | 13    | 14    | 069.0（11人）   | 05着 | 02.27.56          | -1.34 | 武豊       | 55.5kg | Satono Crown         |
| 2017.02.12 | 京都   | 京都記念           | GII      | 芝2200m（稍） | 10    | 4     | 4     | 023.30（5人）   | 02着 | 02.14.3（34.8）   | -0.2  | 岩田康誠   | 54kg   | サトノクラウン       |
| 0000.05.14 | 東京   | ヴィクトリアマイル | GI       | 芝1600m（稍） | 17    | 1     | 2     | 008.90（4人）   | 04着 | 01:34.1（34.0）   | -0.2  | 武豊       | 55kg   | アドマイヤリード     |
| 0000.06.03 | 阪神   | 鳴尾記念           | GIII     | 芝2000m（良） | 10    | 7     | 8     | 002.30（1人）   | 02着 | 01:59.4（33.6）   | -0.0  | M.デムーロ | 54kg   | ステイインシアトル   |
| 0000.10.09 | 京都   | 京都大賞典         | GII      | 芝2400m（良） | 15    | 3     | 4     | 008.60（4人）   | 01着 | 02:23.0（33.4）   | -0.1  | 武豊       | 54kg   | （トーセンバジル）   |
| 0000.11.12 | 京都   | エリザベス女王杯   | GI       | 芝2200m（良） | 18    | 6     | 12    | 011.20（6人）   | 06着 | 02:14.6（34.0）   | -0.3  | 川田将雅   | 56kg   | モズカッチャン       |
| 0000.12.10 | 沙田   | 香港カップ         | G1       | 芝2000m（G）  | 12    | 9     | 12    | 028.00（7人）   | 05着 | 02.02.40          | -0.77 | 武豊       | 55.5kg | Time Warp            |
| 2018.04.01 | 阪神   | 大阪杯             | GI       | 芝2000m（良） | 16    | 3     | 6     | 069.0（11人）   | 09着 | 01:59.3（34.8）   | -1.1  | 四位洋文   | 55kg   | スワーヴリチャード   |
| 0000.04.29 | 京都   | 天皇賞（春）       | GI       | 芝3200m（良） | 17    | 8     | 16    | 073.3（12人）   | 07着 | 03:16.8（35.3）   | -0.6  | 四位洋文   | 56kg   | レインボーライン     |
| 0000.06.24 | 阪神   | 宝塚記念           | GI       | 芝2200m（稍） | 16    | 7     | 14    | 055.9（13人）   | 10着 | 02:12.6（36.8）   | -1.0  | 松山弘平   | 56kg   | ミッキーロケット     |
| 0000.10.08 | 京都   | 京都大賞典         | GII      | 芝2400m（良） | 11    | 7     | 9     | 014.60（6人）   | 08着 | 02:26.5（35.6）   | -1.1  | 浜中俊     | 55kg   | サトノダイヤモンド   |
| 0000.11.11 | 京都   | エリザベス女王杯   | GI       | 芝2200m（良） | 17    | 6     | 11    | 030.10（8人）   | 09着 | 02:13.9（34.2）   | -0.8  | 武豊       | 56kg   | リスグラシュー       |
| 0000.12.23 | 中山   | 有馬記念           | GI       | 芝2500m（稍） | 16    | 7     | 13    | 196.6（16人）   | 13着 | 02:33.5（36.4）   | -1.3  | 戸崎圭太   | 55kg   | ブラストワンピース   |

- 馬場状態：G=Good

## 血統表
| スマートレイアーの血統          | スマートレイアーの血統                                 | スマートレイアーの血統             | （血統表の出典）                   | （血統表の出典） |
| 父系                            | サンデーサイレンス系（ヘイロー系）                     | サンデーサイレンス系（ヘイロー系） | サンデーサイレンス系（ヘイロー系） | [ § 2 ]          |
| 父 ディープインパクト 2002 鹿毛 | 父の父*サンデーサイレンス Sunday Silence 1986 青鹿毛   | Halo                               | Hail to Reason                     | Hail to Reason   |
| 父 ディープインパクト 2002 鹿毛 | 父の父*サンデーサイレンス Sunday Silence 1986 青鹿毛   | Halo                               | Cosmah                             |                  |
| 父 ディープインパクト 2002 鹿毛 | 父の父*サンデーサイレンス Sunday Silence 1986 青鹿毛   | Wishing Well                       | Understanding                      | Understanding    |
| 父 ディープインパクト 2002 鹿毛 | 父の父*サンデーサイレンス Sunday Silence 1986 青鹿毛   | Wishing Well                       | Mountain Flower                    |                  |
| 父 ディープインパクト 2002 鹿毛 | 父の母*ウインドインハーヘア Wind in Her Hair 1991 鹿毛 | Alzao                              | Lyphard                            | Lyphard          |
| 父 ディープインパクト 2002 鹿毛 | 父の母*ウインドインハーヘア Wind in Her Hair 1991 鹿毛 | Alzao                              | Lady Rebecca                       |                  |
| 父 ディープインパクト 2002 鹿毛 | 父の母*ウインドインハーヘア Wind in Her Hair 1991 鹿毛 | Burghclere                         | Busted                             | Busted           |
| 父 ディープインパクト 2002 鹿毛 | 父の母*ウインドインハーヘア Wind in Her Hair 1991 鹿毛 | Burghclere                         | Highclere                          |                  |
| 母 スノースタイル 1999 芦毛     | 母の父*ホワイトマズル White Muzzle 1990 鹿毛           | *ダンシングブレーヴ                | Lyphard                            | Lyphard          |
| 母 スノースタイル 1999 芦毛     | 母の父*ホワイトマズル White Muzzle 1990 鹿毛           | *ダンシングブレーヴ                | Navajo Princess                    |                  |
| 母 スノースタイル 1999 芦毛     | 母の父*ホワイトマズル White Muzzle 1990 鹿毛           | Fair of the Furze                  | Ela-Mana-Mou                       | Ela-Mana-Mou     |
| 母 スノースタイル 1999 芦毛     | 母の父*ホワイトマズル White Muzzle 1990 鹿毛           | Fair of the Furze                  | Autocratic                         |                  |
| 母 スノースタイル 1999 芦毛     | 母の母*シャルムダンサー 1993 芦毛                      | *グルームダンサー                  | Blushing Groom                     | Blushing Groom   |
| 母 スノースタイル 1999 芦毛     | 母の母*シャルムダンサー 1993 芦毛                      | *グルームダンサー                  | Featherhill                        |                  |
| 母 スノースタイル 1999 芦毛     | 母の母*シャルムダンサー 1993 芦毛                      | *ダムスペクタキュラー              | Spectacular Bid                    | Spectacular Bid  |
| 母 スノースタイル 1999 芦毛     | 母の母*シャルムダンサー 1993 芦毛                      | *ダムスペクタキュラー              | Damascening                        |                  |
| 母系(F-No.)                     | (FN:4-m)                                               | (FN:4-m)                           | (FN:4-m)                           | [ § 3 ]          |
| 5代内の近親交配                 | Lyphard 4×4･5=15.63%                                   | Lyphard 4×4･5=15.63%               | Lyphard 4×4･5=15.63%               | [ § 4 ]          |
| 出典                            | 1. 2. 3. 4.                                            | 1. 2. 3. 4.                        | 1. 2. 3. 4.                        | 1. 2. 3. 4.      |

- 半弟プラチナムバレット（父マンハッタンカフェ）は2017年京都新聞杯優勝馬。
- 姪に2024年ユングフラウ賞勝ち馬のミチノアンジュがいる。